# Спортивні об'єкти на зимових Олімпійських іграх 1988
На XV Зимових Олімпійських іграх 1988 року в Калгарі (Альберта, Канада) були задіяні дев'ять спортивних споруд.

## Об'єкти
| Об'єкт                               | Оригінальна назва                | Спорт                                                                              | Місткість                                                                  | Зображення | Примітки |
| ------------------------------------ | -------------------------------- | ---------------------------------------------------------------------------------- | -------------------------------------------------------------------------- | ---------- | -------- |
| Канадський олімпійський парк         | Canada Olympic Park              | Бобслей Лижне двоборство Санний спорт Стрибки з трампліна Фристайл (показовий вид) | 25000 (бобслей, санний спорт) 35000 (стрибки з трампліна) 15000 (фристайл) |            | [ 1 ]    |
| Кенморський північний центр          | Canmore Nordic Centre            | Біатлон Лижне двоборство Лижні перегони                                            | Інформація відсутня                                                        |            | [ 2 ]    |
| Макмагон (стадіон)                   | McMahon Stadium                  | Церемонії відкриття та закриття                                                    | 60000                                                                      |            | [ 3 ]    |
| Накіска                              | Nakiska                          | Гірськолижний спорт                                                                | Інформація відсутня                                                        |            | [ 4 ]    |
| Олімпійська арена отця Девіда Бауера | Father David Bauer Olympic Arena | Фігурне катання Хокей із шайбою                                                    | 2000                                                                       |            | [ 5 ]    |
| Олімпійський овал                    | Olympic Oval                     | Ковзанярський спорт                                                                | 4000                                                                       |            | [ 6 ]    |
| Олімпік Седдлдоум                    | Olympic Saddledome               | Фігурне катання Хокей із шайбою (фінал)                                            | 16605                                                                      |            | [ 7 ]    |
| Стампід-Коррал                       | Stampede Corral                  | Фігурне катання Хокей із шайбою                                                    | 6475                                                                       |            | [ 8 ]    |
| Центр Макса Белла                    | Max Bell Centre                  | Керлінг (показовий вид) Шорт-трек (показовий вид)                                  | 3200                                                                       |            | [ 9 ]    |